# Петър Марцелин Феликс Либерий
 Тази статия е за преторианския префект Либерий.  За Папа Либерий вижте Либерий.  
Петър Марцелин Феликс Либерий (на латински: Petrus Marcellinus Felix Liberius; 465 – 554 г. в Римини) е римски политик, сенатор, дипломат и генерал.
Той е преториански префект и служи при Одоакър, Теодорих Велики и Юстиниан I.
Либерий произлиза вероятно от Лигурия. Женен е за Агреция и има няколко сина и дъщери. Познат е само син му Венанций, който е около 507/511 г. comes domesticorum vacans и през 507 г. консул.
През 493 г. Теодорих Велики го прави преториански префект (praefectus praetorio Italiae). Справя се успешно със задачата заселването на готите в Италия и през 500 г. получава ранга patricius. През 510 г. става praefectus praetorio Galliarum, управител на остготската територия, бившата римска провинция Нарбонска Галия. 533 г. той е направен и praefectus praesentalis от Аталарих и майка му Амалазунта.
През 534 г. Теодахад го изпраща с други сенатори във Византия при Юстиниан I. Той не се връща обратно, а постъпва на служба в Константинопол и става 538/539 и 542 префект във важната провинция Египет (praefectus augustalis).
През 551 г. започва въстанието на Атанагилд в Севиля против вестготския крал Агила I. Атанагилд иска помощ от източноримския император Юстиниан I. Либерий пристига от Африка като magister militum Spaniae с византийскита флота през 551/552 г., за да наблюдава брега на Испания.
Либерий, вече осемдесетгодишен, става византийски управител на провинция Бетика (Андалусия).
През началото на 553 г. Либерий се връща от Испания в Константинопол, където участва в 5. Вселенски събор. През 554 г. отива в Италия, където умира същата година на 89 години.
Децата му го погребват в гроба на съпругата му в Римини (Ariminum).